# Joseph François Malherbe
Joseph  François Marie Malherbe (* 31. Oktober 1733 in Rennes; † 17. Februar 1827 in Paris) war ein französischer Chemiker, Geistlicher und Gelehrter.
Malherbe war Benediktinermönch und in den 1770er Jahren Lehrer für Philosophie in der Abtei Saint-Germain-des-Prés. Nachdem er durch die Französische Revolution seinen Posten verloren hatte, war er Bibliothekar am Kassationshof und danach am Tribunat. Schließlich war er 1812 Zensor der Bibliotheken und in der Zeit der Restauration hatte er den Titel eines königlichen Zensors ehrenhalber.
Er entwickelte 1777 ein Verfahren zur Herstellung von Soda, das ab 1779 in der Fabrik von P. L. Athénas in Javel bei Paris und nach 1790 von Jean-Antoine Chaptal in Montpellier umgesetzt wurde. Ausgangsbasis war Natriumsulfat (Glaubersalz, gewonnen aus Kochsalz und Schwefelsäure), das im Flammofen mit Kohlenstoff zu Natriumsulfid reduziert wurde, was dann mit Eisen zu Soda umgesetzt wurde. Es war ein Vorläufer des späteren Leblanc-Verfahrens von Nicolas Leblanc zur Sodagewinnung (1789, Fabrik 1791). Die prinzipielle Möglichkeit, Glaubersalz für die Sodaherstellung zu nutzen hatte schon Henri Louis Duhamel du Monceau 1730 gezeigt. Für seine Methode Soda herzustellen erhielt Malherbe 1772 einen Preis des Bureau de consultation des arts. In den 1790er Jahren befasste er sich mit Verbesserungen von Seife.
Er war an der Ausgabe des Ambrosius der Benediktiner beteiligt und nach dem Tod von François Nicolas Bourotte mit der Histoire de Languedoc betraut und befasste sich mit der Geschichte der USA.
Er übersetzte die Physica subterranea des Alchemisten Johann Joachim Becher ins Französische.